# Liste der Kunststoffe
Die Liste der Kunststoffe führt neben den Namen und Kürzeln nach IUPAC auch auf, ob es sich um Thermoplast-, Duroplast- oder Elastomerwerkstoffe handelt. Außerdem werden grobe Angaben zur chemischen Beständigkeit und zu Eigenschaften und Verwendung gemacht. In den verlinkten Artikeln werden diese Informationen weiter vertieft.
| Name                                                                                       | Kürzel                                        | Art                                             | Typ                         | Chemische Beständigkeit | Eigenschaften | Verwendung | Handelsnamen (Auswahl)                                                                                                  |
| ------------------------------------------------------------------------------------------ | --------------------------------------------- | ----------------------------------------------- | --------------------------- | --- | --- | --- | --- |
| Acrylester-Styrol-Acrylnitril                                                              | ASA                                           | Copolymerisat                                   | Thermoplast                 | - Widerstandsfähig gegen Säuren, Laugen, Alkalien, Ölen Fette und Alkoholen - Nicht beständig gegen organische Lösungsmittel                       | Hochwertige, glänzende und kratzfeste Oberflächen, verbesserte Witterungsbeständigkeit zu ABS                                                           | - Hochwärmebeanspruchte elektrische Geräte z. B. Kaffeemaschinen, Mikrowellen - 3D-Druck (additive Fertigung) für die Herstellung von Prototypen | Luran S (Styrolution)                                                                                                   |
| Acrylnitril/Butadien/Acrylat                                                               | A/B/A                                         | Copolymerisat                                   | Elastomer                   | | | | |
| Acrylnitril-Butadien-Styrol                                                                | ABS                                           | Copolymerisat                                   | Thermoplast                 | Besser als PS 3 | alterungsbeständig, hohe elektrische Durchschlagsfestigkeit bis 120 kV/mm, sonst wie SAN                                                                | bis 95 °C, Armaturen, Batteriekästen, Schutzhelme | Anjacom, Cycolac (Sabic), Novodur, Lustran, Terluran (alle Styrolution), Vestodur                                       |
| Acrylnitril/chloriertes Polyethylen/Styrol                                                 | A/PE-C/S                                      | Copolymerisat                                   | Elastomer                   | | | | |
| Acrylnitril/Methylmethacrylat                                                              | A/MMA                                         | Copolymerisat                                   | Elastomer                   | | | | |
| Butadien-Kautschuk                                                                         | BR                                            | Polymerisat                                     | Elastomer                   | | | −80 °C bis 90 °C | |
| Butylkautschuk                                                                             | IIR                                           | Copolymerisat                                   | Elastomer                   | | gute elektrische Isoliereigenschaften | Einsatztemperatur −40 °C bis +130 °C | |
| Casein-Kunststoffe, Kunsthorn                                                              | CS, CSF                                       | Copolymerisat                                   | Thermoplast                 | | | | |
| Celluloseacetat, Celluloseacetatbutyrat, Celluloseacetatpropionat, Celluloseacetatphthalat | CA, CAB, CAP                                  | Carbonsäureester der natürlichen Cellulose      | Thermoplast                 | Benzin, Benzol, Trichlorethylen | Unterschiedlich je nach Carbonsäure bei Veresterung, hart, zäh, geschmacksfrei, schalldämmend                                                           | < 80 °C, Folien, Gerätegehäuse, Werkzeuggriffe, Brillengestelle, Zigarettenfilter | Biograde, Cellidor, Cellit, Cellan, Trolit                                                                              |
| Cellulosehydrat                                                                            | CH                                            | Celluloseester                                  | Thermoplast                 | | | | Cellophan, Zellglas |
| Cellulosenitrat                                                                            | CN                                            | Celluloseester                                  | Thermoplast                 | | | | Zelluloid |
| Chloropren-Kautschuk                                                                       | CR                                            | Polymerisat                                     | Elastomer                   | | | –45 °C bis +100 °C (kurzzeitig bis 130 °C) | Neopren (DuPont) |
| Chitin, Chitosan                                                                           |                                               | natürliches Polymer                             | Duroplast                   | | | Bindemittel für Vliesstoffe, Klebstoff, abbaubare Wundverbände, Hautersatz, Ballaststoff | |
| Cyclo-Olefin-Copolymere                                                                    | COC                                           | Copolymerisat                                   | Thermoplast                 | | hohe Steifigkeit, Festigkeit und Härte, niedrige Dichte                                                                                                 | 65–175 °C | Topas (Ticona) |
| Epoxidharz                                                                                 | EP                                            | Polyaddukt                                      | Duroplast                   | Alkohol, schwache Laugen, Säuren, Lösungsmittel, witterungsbeständig                                                                               | Hart, zäh, schwer zerbrechlich, glasklar bis gelblich, gute haft- und elektrische Eigenschaften                                                         | bis 130 °C; Gieß-, Laminier-, Kleb- und Lackharz, elektrische Isolierungen, Schalter, Geräte | Araldit, Epikote, Epoxin, Lekutherm, UHU-plus                                                                           |
| Ethylen-Ethylacrylat-Copolymer                                                             | E/EA                                          | Copolymerisat                                   | Elastomer                   | | | | |
| Ethylen-Methacrylsäure-Copolymer                                                           | E/MAA                                         | Copolymerisat                                   | Ionomer (Thermoplast)       | Öl, Fett | transparent, glasklar, kratzfest; Dichte 0,94 g/cm³; Schmelztemperatur ca. 90–100 °C                                                                    | Golfbälle, Parfumflaschenverschlüsse, Gebrauchsgegenstände, Folien | Surlyn (DuPont) |
| Ethylen-Propylen-Copolymer                                                                 | EPM                                           | Copolymerisat                                   | Thermoplastisches Elastomer | | schmelzfähig | −200 bis 300 °C | Polysar EPM |
| Ethylen-Propylen-Dien-Kautschuk                                                            | EPDM                                          | Copolymerisat                                   | Elastomer                   | | hohe Elastizität | 55–140 °C | Nordel IP (DuPont) |
| Ethylenvinylacetat                                                                         | EVA                                           | Copolymerisat                                   | Elastomer                   | | | | |
| Ethylen-Tetrafluorethylen                                                                  | ETFE                                          | Copolymerisat                                   | Thermoplast                 | | Langzeitgebrauchstemperatur: –190 bis +155 °C (kurzzeit. 200 °C) Schmelztemperatur: 265–270 °C Dichte: 1,67–1,75 g/cm³ Zug-E-Modul: 800–1100 MPa        | Kabelisolierung, Auskleidung von Behältern, Armaturen und Pumpen für die Chemieindustrie, Folien für Dachkonstruktionen, Zahnräder, Laborzubehör | Ambofluor (Amboflon) |
| Ethylen-Chlortrifluorethylen                                                               | ECTFE                                         | Copolymerisat                                   | Thermoplast                 | | | Chemische Industrie | Halar |
| Fluorethylenpropylen                                                                       | FEP                                           | Copolymerisat                                   | Thermoplast                 | | Langzeitgebrauchstemperatur: –200 bis +205 °C (kurzzeit. +250 °C) Schmelztemperatur: 255–285 °C Dichte: 2,12–2,18 g/cm³ Zug-E-Modul: 400–700 MPa        | Kabelisolierung, Schläuche, Beschichtungen, Auskleidung von Behältern und Armaturen für die Chemieindustrie, Formteile für die Elektroindustrie, Folien | Ambofluor (Amboflon), Teflon-FEP, Hostaflon-FEP, Neoflon (DAIKIN)                                                       |
| Fluorkautschuk                                                                             | FPM oder FKM                                  | Copolymerisat                                   | Elastomer                   | | | | Viton (DuPont) |
| Flüssigkristall-Polymere                                                                   | LCP                                           | Polykondensat                                   | Thermoplast                 | | | | Vectra (Ticona), XYDAR (Amoco), Zenite (DuPont)                                                                         |
| Harnstoff-Formaldehydharz                                                                  | UF                                            | Polykondensat                                   | Duroplast                   | Lösungsmittel, Öl | hart, schlagfest, glasklar, lichtecht, geruchs- und geschmacksfrei                                                                                      | bis 90 °C; Holzleim, Haushaltsgeräte, Möbelschichtstoffe | Hornitex, Kaurit, Pollopas, Resamin, Resopal, Urecoll                                                                   |
| High Impact Polystyrene                                                                    | HIPS                                          | Copolymerisat                                   | Thermoplast                 | | Hochschlagfest | Gerätegehäuse von Fernsehern, Computer | |
| Isopren-Kautschuk                                                                          | IR                                            | Polymerisat                                     | Elastomer                   | | | | Kraton IR |
| Lignin                                                                                     |                                               | natürliches Polymer                             |                             | | | | Arboform |
| Melamin-Formaldehydharz                                                                    | MF                                            | Polykondensat                                   | Duroplast                   | | | | |
| Modifizierte Fluoralkoxy-Polymere, Tetrafluorethylen/Perfluormethylvinylether (PMVE)       | MFA                                           | Copolymerisat                                   | Thermoplast                 | | | Chemieindustrie, Laborzubehör, Elektrotechnik, als korrosionshindernde Metallbeschichtung | Hyflon |
| Melamin/Phenol-Formaldehyd                                                                 | MPF                                           | Copolymerisat                                   | Duroplast (Duromer)         | | | | |
| Methylacrylat / Butadien / Styrol                                                          | MBS                                           | Copolymerisat                                   |                             | | | | |
| Naturkautschuk (Gummi arabicum)                                                            | NR                                            | natürliches Polymer                             | Elastomer                   | | | | Gummi |
| Phenol-Formaldehydharz                                                                     | PF                                            | Polykondensat                                   | Duroplast                   | Schwache Laugen, Säuren, Lösungsmittel | Hart, spröde, gelbbraun, gute elektrische Isolierung | bis 100 °C, Schalter, Bremsbeläge, Lager, Gieß- und Klebharz | Alberite, Bakelite, Corephan, Supraplast                                                                                |
| Perfluoralkoxy-Polymere                                                                    | PFA                                           | Copolymerisat                                   | Thermoplast                 | Durch den hohen Fluoranteil ist PFA der thermoplastisch verarbeitbare Fluorkunststoff mit den höchsten Temperatur- und Chemikalienbeständigkeiten. | Langzeitgebrauchstemperatur: –200...+260 °C Schmelztemperatur: 305 °C Dichte: 2,12–2,17 g/cm³ Zug-E-Modul: 600–700 MPa                                  | Gefäßmaterialien in der Elementspurenanalytik, Kabelisolierung, Auskleidung von Behältern, Armaturen und Pumpen für die Chemieindustrie, Laborzubehör, Schläuche, Füllkörper | Ambofluor (Amboflon) |
| Polyacrylnitril                                                                            | PAN                                           | Polymerisat                                     | Teilkristalline Faser       | | | | Dralon |
| Polyamid                                                                                   | PA, Bio-PA                                    | Polykondensat                                   | Thermoplast                 | Alkohol, Kraftstoff, Öl, schwache Laugen, Säure, Salze                                                                                             | Hart, sehr zäh, abriebfest, gleitfähig, schalldämpfend, maßbeständig                                                                                    | bis 100 °C formbeständig, Druckschläuche, Dichtungen, Feinwerktechnik, Lager, Fasern, Zahnräder | Anjacom, Leona (Asahi Kasei), Nylon, Perlon, Durethan, (Lanxess), Ultramid (BASF), Zytel (DuPont), Grivory (Ems-Chemie) |
| Polyarylamid                                                                               | PARA, MXD6                                    | Polykondensat                                   | Thermoplast                 | siehe Polyamid | Höchste Steifigkeit unter den Polyamiden | analog PPA | |
| Polybutylenadipat-terephthalat                                                             | PBAT                                          | Copolymerisat                                   | Thermoplast                 | | biologisch abbaubar, ansonsten vergleichbar mit LD-PE und PP                                                                                            | Folien für Verpackungen oder Landwirtschaft (Mulchfolien) | Ecoflex (BASF), Ecoworld (JinHui Zhaolong)                                                                              |
| Polybutylensuccinat                                                                        | PBS                                           | Polykondensat                                   | Thermoplast                 | Löslich in Chloroform, unlöslich in Wasser | biologisch abbaubar, ansonsten vergleichbar mit LD-PE und PP                                                                                            | Verpackungen, (Mulch)-Folien, Essbesteck, medizinische Anwendungen | Bionolle (Showa Denko), GsPLA (Mitsubishi Chemical)                                                                     |
| Polybutylenterephthalat                                                                    | PBT                                           | Polykondensat                                   | Thermoplast                 | | hohe Festigkeit, Steifigkeit und Härte, gute Witterungsbeständigkeit, keine Spannungsrissbildung                                                        | Technische Teile für Automobilbau und Elektrotechnik | Anjacom, Arnite (DSM), Celanex (Ticona), Crastin (DuPont), Pocan (Lanxess), Ultradur (BASF), Valox (Sabic)              |
| Polycaprolacton                                                                            | PCL                                           |                                                 |                             | | biologisch abbaubar | | |
| Polycarbonat                                                                               | PC                                            | Polykondensat                                   | Thermoplast                 | Alkohol, Benzin, Öl, schwache Säuren | Hart, steif, schwer entflammbar, wärmeformbeständig, sehr Schlagzäh, formstabil, glasklar, elektrisch isolierend, transparent                           | < 135 °C, schlagzäh bis −100 °C, Gehäuse, Wasserflaschen, Automobilverscheibung, optische Linsen, CDs | Anjacom, Lexan (Sabic), Makrolon (Covestro)                                                                             |
| Polychlortrifluorethylen                                                                   | PCTFE                                         | Polymerisat                                     | Thermoplast                 | | | | Kel-F (3M) |
| Polyester                                                                                  |                                               | Polykondensat                                   | Thermoplast oder Duroplast  | | | Polyester ist eine Gruppe von diversen Polymeren, wie z. B. Polycarbonat (PC), Polyethylenterephalat (PET) oder Polybutylenterephalat (PBT). | |
| Polyesteramid                                                                              | PEA                                           |                                                 |                             | | | | |
| Polyether-Block-Amid                                                                       | PEBA                                          | Polykondensat                                   | Thermoplastisches Elastomer | | | | Pebax (Atofina) |
| Polyetherimid                                                                              | PEI                                           | Polykondensat                                   | Thermoplast                 | | gute chem. Beständigkeit, transparent, zäh | bis +170 °C | Ultem (Sabic Innovative Plastics)                                                                                       |
| Polyetherketone                                                                            | PEK, PEEK u. a.                               | Polykondensat                                   | Thermoplast                 | | | Zahnimplantate | Hostatec (Hoechst), Kadel (Amoco), Victrex PEEK (Victrex), Vestakeep (Evonik)                                           |
| Polyethersulfon                                                                            | PES                                           | Polykondensat                                   | Thermoplast                 | | fest, steif, zäh, gute chem. Beständigkeit | bis +180 °C | Ultrason E (BASF), Radel A (Amoco)                                                                                      |
| Polyethylen                                                                                | PE, Bio-PE                                    | Polymerisat                                     | Thermoplast                 | Benzol, Laugen, Lösungsmittel, Säuren, witterungsbeständig                                                                                         | Weich, flexibel (PE-LD) bis steif, unzerbrechlich (PE-HD), durchscheinend, geruchsfrei                                                                  | bis 80 °C (PE-LD) bzw. bis 100 °C (PE-HD), Dichtungen, Folien, Isoliermaterial, Rohre, Flaschen | Hostalen (Basell), Vestolen, Trolen                                                                                     |
| Polyethylenterephthalat                                                                    | PET                                           | Polykondensat                                   | Thermoplast                 | | hohe Steifigkeit und Härte, lackierfähige Oberfläche, witterungsstabil, hohe Formbeständigkeit in der Wärme                                             | Flaschen | Impet (Ticona) |
| Polyhydroxyalkanoate                                                                       | PHA                                           | Natürlicher Polyester (mikrobielle Biosynthese) | Thermoplast (Elastomer)     | Feuchtigkeit, UV-Licht | biobasiert, biologisch abbaubar; spröde und steif bis elastisch, Aroma-Barriere, ähnlich PP                                                             | bis ca. 180 °C, (Lebensmittel)verpackungen, medizinisches Nahtmaterial, Implantate | |
| Polyhydroxybutyrat                                                                         | PHB                                           | Natürlicher Polyester (mikrobielle Biosynthese) | Thermoplast (Elastomer)     | Feuchtigkeit, UV-Licht | biobasiert, biologisch abbaubar; spröde und steif bis elastisch, Aroma-Barriere, ähnlich PP                                                             | bis ca. 180 °C, (Lebensmittel)verpackungen, medizinisches Nahtmaterial, Implantate | |
| Polyimid                                                                                   | PI                                            | Polykondensat                                   | Thermoplast                 | Fast alle Lösungsmittel, jedoch keine Laugen | Abriebfest, sehr gute Gleit- und elektrische Eigenschaften (Isolierung), sehr geringe Gasdurchlässigkeit                                                | −240 bis 280 °C, Formgebung durch Sintern, Dichtungen, Lager | Kapton, Vespel (DuPont)                                                                                                 |
| Polyisobutylen                                                                             | PIB                                           | Polymerisat                                     | Elastomer                   | | | | |
| Polylactid (Polymilchsäure)                                                                | PLA                                           | Polymerisat                                     | Thermoplast                 | | biobasiert, biologisch abbaubar | Verpackungsfolien, Kunststoffbesteck, Kunststoffbecher, Verbrauchsmaterialien, Flaschen, Fasern und Gewebe, Teebeutel Medizin: Wundfäden, welche der Körper selbst abbauen kann. Anhand diverser patientenbedingter Faktoren und der gewünschten Abbauzeit wird der PLA-Faden ausgewählt. | Ingeo (NatureWorks LLC), Bio-Flex (FKuR, PLA-Blend)                                                                     |
| Polymethacrylmethylimid                                                                    | PMMI                                          | Polymerisat                                     | Thermoplast                 | | | | Pleximid (Röhm) |
| Polytrimethylenterephthalat                                                                | PTT                                           | Polykondensat                                   | Thermoplast                 | | | | |
| Polymethylmethacrylat                                                                      | PMMA                                          | Polymerisat                                     | Thermoplast                 | Schwere Laugen, Säuren, Benzin, witterungsbeständig                                                                                                | Hart, spröde, splittert nicht, alterungsbeständig, transparent                                                                                          | −40 bis 90 °C, Modelle, Leuchten, Sicherheitsverglasung | Plexiglas (Degussa), Altuglas, Resarit                                                                                  |
| Polymethylpenten                                                                           | PMP                                           | Polymerisat                                     | Thermoplast                 | Säuren, Laugen | Hohe Transparenz, UV-durchlässig, geringe Oberflächenspannung, geringe Wasseraufnahme                                                                   | Laborgeräte, Kosmetikbehälter, Spritzen | TPX (Mitsui) |
| Polyoxymethylen oder Polyacetal                                                            | POM                                           | Polymerisat                                     | Thermoplast                 | Fast alle Lösungsmittel | Hart, zäh, gleitfähig, teilkristallin, geringe Wasseraufnahme, maßbeständig                                                                             | −50 bis 120 °C, Armaturen, Beschläge, Lager, Zahnräder | Tenac (Asahi Kasei), Delrin (DuPont), Hostaform (Ticona), KEPITAL (KEP), Ultraform (BASF)                               |
| Polyphenylenether                                                                          | PPE oder PPO                                  | Polykondensat                                   | Thermoplast                 | | gute chemische Beständigkeit | bis 100 °C | Xyron (Asahi Kasei), Noryl (Sabic)                                                                                      |
| Polyphenylensulfid                                                                         | PPS                                           | Polykondensat                                   | Thermoplast                 | | | | Torelina (Toray), Fortron (Ticona), Ryton (Phillips) Tedur (Albis)                                                      |
| Polyphthalamid                                                                             | PPA                                           | Polykondensat                                   | Thermoplast                 | | | | Amodel (Amoco) |
| Polypropylen                                                                               | PP                                            | Polymerisat                                     | Thermoplast                 | Benzol, Laugen, Lösungsmittel, Säuren, witterungsbeständig                                                                                         | Hart, unzerbrechlich, teilkristallin, geruchs- und geschmacksfrei                                                                                       | Beständig von 0 bis 130 °C, Batteriekästen, Waschmaschinenteile | Hostalen PP, Novolen, Vestolen P                                                                                        |
| Polypyrrol                                                                                 | PPY                                           | Polymer                                         | Leitfähiger Kunststoff      | | | | |
| Polystyrol                                                                                 | PS                                            | Polymerisat                                     | Thermoplast                 | Alkohol, Laugen, Öl, Säuren, Wasser | Hart, spröde, glasklar, geruchs- und geschmacksfrei, färbbar                                                                                            | bis 80 °C, Isolierfolien, Spielwaren, Verpackungen, Zeichengeräte | Hostyron, Trolitul (Dynamit Nobel AG), Vestyron                                                                         |
| Polystyrol geschäumt                                                                       | PS-E                                          | Polymer                                         | Thermoplast                 | Alkohol, Laugen, Öl, Säuren, Wasser | Geringe Dichte | Platten für Wärme- und Schallschutz, Verpackungen | Styropor (BASF) |
| Polystyrol schlagfest                                                                      | SB                                            | Copolymerisat                                   | Thermoplast                 | wie PS | schlagfest, schwer zerbrechlich, Versprödung durch Licht und Wärme, sonst wie PS                                                                        | bis 70 °C, Behälter, Elektroinstallationen, Geräte- und Tiefziehteile | Hostyren, Polystyrol 400, Styroflex, Styrolux (BASF), Vestyron 500                                                      |
| Polysulfon                                                                                 | PSU                                           | Polykondensat                                   | Thermoplast                 | | zäh, transparent, gute elektr. Eigenschaften, hohe Festigkeit                                                                                           | −40 bis 150 °C, Medizin, Haushalt | Ultrason S (BASF), Udel (Amoco)                                                                                         |
| Polytetrafluorethylen                                                                      | PTFE                                          | Polymerisat                                     | Thermoplast                 | Hervorragende Beständigkeit | Hart, zäh, teilkristallin, keine Wasseraufnahme, sehr gute Gleit- und elektrische Eigenschaften (Isolierung), nicht benetzbar (hydrophob)               | −90 bis 350 °C, Formgebung durch Sintern, Beschichtungen, Dichtungen Isolierfolien, Lager, Schläuche | Teflon (Chemours), Hostaflon (Dyneon), Polyflon (DAIKIN)                                                                |
| Polyurethan                                                                                | PUR, PU, Bio-PUR (auf Basis pflanzlicher Öle) | Polyaddukt                                      | Duroplast oder Elastomer    | Schwache Laugen, Säuren, Lösungsmittel, Öl, Treibstoffe                                                                                            | Hart, zäh (Duroplast) bis weich (Elastomer), haftfähig, alterungsbeständig                                                                              | Kupplungsbeläge, Lager, Laufrollen, Zahnräder, Klebharz, Schaumformteile, Bettmatratzen, Autoinnenverkleidung, Schuhsohlen, Verpackungen, Montageschäume | Bayflex (Covestro), Contilan, Lycra, Moltopren, Elastollan, Elastolit (BASF)                                            |
| Polyvinylacetat                                                                            | PVAC                                          | Polymerisat                                     | Thermoplast                 | | | Weißleim (Holzleim) | Ponal |
| Polyvinylbutyral                                                                           | PVB                                           | Polymerisat                                     | Elastomer                   | | biologisch abbaubar; lichtbeständige, zähelastische Filme                                                                                               | Verbundglasfolie, Druckfarbenbindemittel, Klebstoff | Mowital |
| Polyvinylchlorid (Hart-PVC)                                                                | PVC-U                                         | Polymerisat                                     | Thermoplast                 | Alkohol, Laugen, Säuren, Mineralöl, Benzin | Abriebfest, hornartig, zäh | bis 60 °C, Rohre, Fittings, Folien, Hohlkörper, Batteriekästen | Hostalit, Trosiplast, Vestolit, Vinnol, Vinofles                                                                        |
| Polyvinylchlorid (Weich-PVC)                                                               | PVC-P                                         | Polymerisat                                     | Thermoplast                 | etwas geringer beständig als PVC-U | Abriebfest, gummi- bis lederartig, keine Wasseraufnahme                                                                                                 | bis 80 °C, Bekleidung, Bodenbelag, Folien, elektrische Isolierung | Acella, Mipolam, Skay, Vestolit                                                                                         |
| Polyvinylidenfluorid                                                                       | PVDF                                          | Polymerisat                                     | Thermoplast                 | | Fluorgehalt: ca. 57 % Langzeitgebrauchstemperatur: -60 - +150 °C Schmelztemperatur: 170 – 180 °C Dichte: 1,76 – 1,78 g/cm³ Zug-E-Modul: 2000 – 2900 MPa | Dichtung, Membran, Verpackungsfolie, Rohre, Ventilteile und Pumpenauskleidungen für Reinstwasserversorgung und die Chemieindustrie, Verpackungsmaterial für Chemikalien, Apparate- und Anlagenbau, Halbleiterfertigung, Schläuche, Laminierungen, Gleitschienen, Formteile                | Solef (Solvay), Kynar (Arkema), Dyneon (Dyneon), Ambofluor (Amboflon)                                                   |
| Polyvinylpyrrolidon                                                                        | PVP                                           |                                                 |                             | | | | |
| Silicon-Kautschuk                                                                          | Q oder SIR                                    | Polykondensat                                   | Elastomer                   | | | | |
| Styrol-Acrylnitril-Copolymerisat                                                           | SAN                                           | Copolymerisat                                   | Thermoplast                 | Ätherische Öle, sonst wie PS | Sehr schlagzäh, steif, stabil, temperaturwechselfest | bis 95 °C, Batteriekästen, Gerätegehäuse, Spielwaren | Luran (Styrolution), Vestoran                                                                                           |
| Styrol-Butadien-Kautschuk                                                                  | SBR                                           | Copolymerisat                                   | Elastomer                   | | | | |
| Styrol-Butadien-Styrol                                                                     | SBS                                           | Copolymerisat                                   | Thermoplastisches Elastomer | | | | Kraton |
| Thermoplastische Stärke                                                                    | TPS                                           | Polymerisat                                     | Thermoplast                 | | biobasiert, biologisch abbaubar | Verpackungsfolien, Extrusionsteile, Golf-Tees, Kunststoffbesteck | Biograde TPS (Biograde Limited), Biograde B-M (Blend, Biograde Limited), Master-Bi (Blend, Novamont)                    |
| Thermoplastisches Polyurethan                                                              | TPU oder TPE-U                                | Polyaddukt                                      | Thermoplastisches Elastomer | Beständigkeit gegenüber Ölen, Fetten und eine Vielzahl von Lösungsmitteln                                                                          | Elastizität, hohe Reiß- und Abriebfestigkeit, hohe Reißdehnung sowie thermische Stabilität                                                              | Telefonkästen, Schuhkomponenten, orthopädische Modelle, Dichtungen, Stopfen, Rohre | Desmopan (Covestro), Elastollan (BASF)                                                                                  |
| Ungesättigter Polyester                                                                    | UP                                            | Polykondensat                                   | Duroplast                   | Schwache Laugen, Säuren, Lösungsmittel, witterungsbeständig                                                                                        | Je nach Füllstoff hart, zäh bis weich elastisch, glasklar, gute elektrische Eigenschaften, färbbar                                                      | bis 120 °C, Fasern, Textilien, Gieß-, Laminier-, Kleb- und Lackharz, Kunstharzbeton | Aldenol, Laminac, Leguval, Palatal, Vestopal, Diolen, Trevira                                                           |
| Vinylchlorid/Ethylen                                                                       | VC/E                                          | Copolymerisat                                   | Elastomer                   | | | | |
| Vinylchlorid / Ethylen / Methacrylat                                                       | VC/E/MA                                       | Copolymerisat                                   | Elastomer                   | | | | |

## Charakteristische Eigenschaften

### Unverstärkte Kunststoffe
| Zeichen | Werkstoff       | Dichte σ [g cm−3] | Streckspannung RS [N mm−2] | E-Modul (Zugspannung) E [kN mm−2] | Reißdehnung AR [%] | Längenausdehnung α [10−5 K−1] |
| PA 6    | Polyamid 6      | 1,13              | 80                         | 3,2                               | 200                | 7…10                          |
| PC      | Polycarbonat    | 1,2               | 60                         | 2,2                               | 80                 | 7                             |
| PE      | Polyethylen     | 0,94              | 22                         | 1,0                               | 450                | 20                            |
| POM     | Polyoxymethylen | 1,41              | 68                         | 3,1                               | 12…20              | 11                            |
| PP      | Polypropylen    | 0,91              | 37                         | 1,4                               | 20…500             | 15                            |

### Unverstärkte Elastomere
| Zeichen | IUPAC-Name                     | Markenname                   | Zugfestigkeit [N mm−2] | Bruch- dehnungs- koeffizient [%] | Temperatur- beständigkeit [°C] | Eigenschaften                                           | Verwendung                                                                         |
| NR      | Naturkautschuk                 |                              | 22                     | 600                              | −60…+90                        | Hoch beanspruchbar                                      | Bereifungen, Gummi-Metall-Federn, Lager                                            |
| SBR     | Styrol-Butadien-Kautschuk      | Buna S                       | 5                      | 500                              | −60…+90                        | Hoch beanspruchbar                                      | Bereifungen, Hydraulikdichtungen, Schläuche, Kabelmäntel                           |
| CR      | Chlor-Butadien-Kautschuk       | Baypren, Chloropren, Neopren | 10                     | 400                              | −30…+120                       | Schwer entflammbar, verschleißfest, witterungsbeständig | Bremsleitungen, Dichtungsbahnen, Faltenbälge, Tauchanzüge                          |
| NBR     | Acrylnitril-Butadien-Kautschuk | Perbunan N, Nitrilkautschuk  | 6                      | 450                              | −40…+110                       | Öl- und Kraftstoffbeständig                             | Dichtungen, Hydraulik und Pneumatik, Seelen von Kraftstoff- und Hydraulikleitungen |
| AU      | Polyester-Urethan-Kautschuk    | Vulkollan                    | 20                     | 450                              | −30…+100                       | Verschleißfest, zäh                                     | Mechanisch beanspruchte Dichtungen, elastische Kupplungen, Zahnräder               |
| SI      | Silikon-Kautschuk              | Silastic, Elastosil          | 1                      | 250                              | −80…+200                       | Chemisch und temperaturbeständig                        | Elastische Isolierungen, Dichtungen, Manschetten, Schläuche                        |